# Georange
Georange, samordnande intresseorganisation med utgångspunkt i Sveriges malm- och mineraltillgångar. Säte i Malå, Västerbottens län.
Georange drivs som en ideell förening, med styrelseledamöter från exempelvis näringslivet och kommuner. Ett vetenskapligt råd har bildats för att säkra kvaliteten på forskningsprojekten.
Föreningens fokus har över tid förändrats "från ett initialt starkt fokus på forskning och teknikutveckling som rörde miljöfrågor och prospektering till att vi allt mer verkar för att skapa arenor där allt från tillväxt till konfliktlösning behandlas".